# Jogo eletrônico
Um jogo eletrônico (português brasileiro) ou jogo eletrónico (português europeu), também chamado videojogo ou pelo anglicismo videogame, é um jogo no qual o jogador interage através de periféricos conectados ao aparelho, como controles (joysticks) e/ou teclado com imagens enviadas a uma televisão ou um monitor, ou seja, aquele que usa tecnologia de computador. O termo inglês video game, ganhou a forma aglutinada no Brasil (como videogame), tanto para se referir a videojogos, como para se referir aos consoles onde os jogos se processam.
Os sistemas eletrônicos usados para jogar videojogos são conhecidos como plataformas — como, por exemplo, computadores, arcades, celulares e consoles.
O dispositivo de entrada usado para manipular videojogos é chamado controle e varia de acordo com a plataforma. Por exemplo, um controle pode ser constituído por um direcional e um único botão. Outros podem ter dezenas de botões e mais de um direcional. Muitos jogos de computador podem também ser jogados com teclado ou uma combinação do teclado com o rato/mouse simultaneamente ou até mesmo controles específicos.
Os jogos eletrônicos também podem usar outras maneiras de interagir e prover informação ao jogador. O uso de sons é usado em larga escala desde os primórdios. Outros tipos de resposta, como dispositivos de vibração e sensores de movimento também são bastante utilizados nos videojogos. O avanço tecnológico tem trazido formas cada vez mais intensas de imersão nos jogos através destes periféricos, como o reconhecimento de movimentos e de voz, surgindo assim os jogos em realidade virtual, fruto do desenvolvimento da tecnologia.

## História

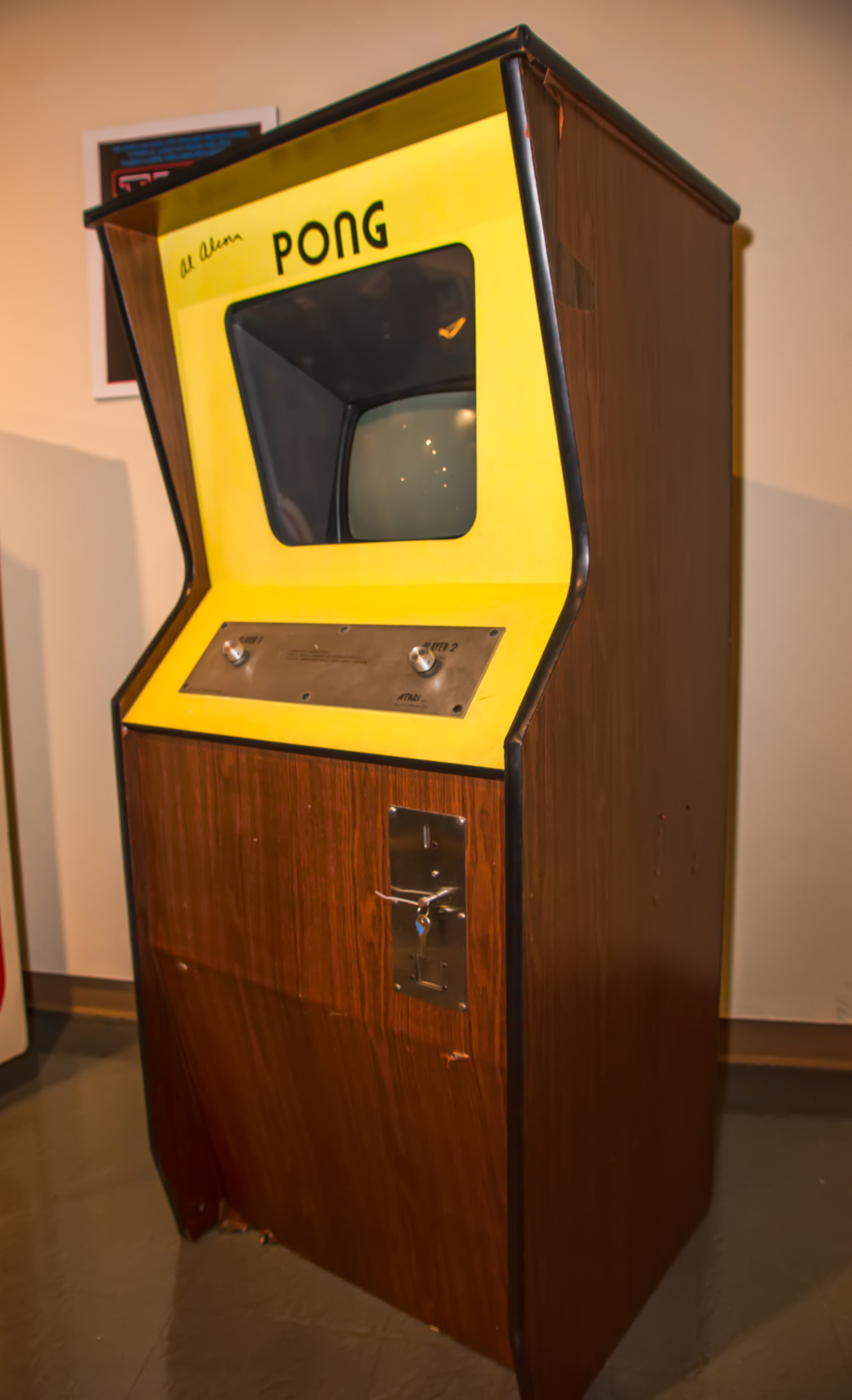
Máquina de arcade do jogo Pong de 1972, o primeiro grande sucesso dos jogos eletrônicos.

Por conta da falta de documentação é difícil de se determinar qual teria sido o primeiro jogo eletrônico criado porém a primeira menção ao que se assemelha a um videojogo datado de 1947; enquanto testavam equipamentos para o desenvolvimento de televisores e monitores, criaram um dispositivo de entretenimento ligando um tubo de raios catódicos em um osciloscópio, patenteado no ano seguinte pelos físicos Thomas T. Goldsmith Jr. e Estle Ray Mann. Inspirado na tecnologia de radares, consistia em um dispositivo analógico que permitia controlar um ponto vetorizado na tela, simulando mísseis acertando alvos, que eram simplesmente pontos fixos na tela.
Em 1949, Charlie Adama desenvolveu um programa de computador que produzia uma bolinha saltitante no computador Whirlwind. Existem poucas informações sobre esse projeto e, nem sempre é listado como contribuinte para a história dos jogos.
O jornal Times afirma, que cientista da computação britânico Christopher Strachey apareceu no Laboratório Nacional de Física com um programa de computador que simulava o jogo de tabuleiro damas para o computador Pilot ACE, em 1950.
Em 1952, O professor de ciência da computação Alexander Shafto Douglas criou o primeiro jogo gráfico para computador na Universidade de Cambrige, um simulador do jogo da velha.
Na sequência, temos mais alguns exemplos prosaicos dos antepassados dos videojogos atuais:
- Bertie the Brain: Foi um dos primeiros jogos de computador e um dos primeiros jogos desenvolvidos no início da história dos videojogos, foi construído em Toronto por Josef Kates, para a Exposição Nacional Canadense de 1950. O computador, de quatro metros de altura, permitia que os participantes da exposição jogassem um jogo de tic tac contra uma inteligência artificial. O jogador entrou em um movimento em um teclado iluminado na forma de uma grade de três por três, e jogou o jogo em uma grade de luzes em cima. A máquina tinha um nível de dificuldade ajustável. Depois de duas semanas em exibição pela Rogers Majestic, a máquina foi desmontada no final da exposição e amplamente esquecida como uma curiosidade;[6]
- Nim: Em 1951 foi criado um computador chamado NIMROD, cujo propósito era executar um jogo eletrônico. Esse jogo foi batizado com o nome de Nim. Basicamente tratava-se de um simples jogo matemático, onde duas pessoas retiravam peças de uma pilha e o jogador que retirasse a última peça perdia. O NIMROD, executando o Nim, foi exibido ao público pela primeira vez em uma exposição de ciências na Grã Bretanha;
- Oxo: Em 1952, um professor da Universidade de Cambridge chamado Alexander Shfto Douglas, também conhecido como A.S. Douglas, criou o que, para muitos foi, de fato, o primeiro vídeo game da história. O jogo chamava-se OXO e foi desenvolvido utilizando um computador EDSAC. O jogo era o que conhecemos hoje como "jogo da velha";[7]
- Mouse in the Maze: No ano de 1955, na União Soviética, foi criado um dispositivo chamado de "Mouse in the Maze". Nele, um rato dentro de um labirinto sempre encontrava o menor caminho possível até o pedaço de queijo. A grande contribuição do jogo se deveu ao fato do dispositivo ser capaz de armazenar os dados com o menor caminho entre o rato e o queijo;[8]
- Tennis for Two: Criado em 1958 pelo físico nuclear norte-americano William Higinbotham (também conhecido por participar do Projeto Manhattan, que construiu a bomba atômica), muitos anos antes de "Space Invaders" ou Nolan Bushnell - fundador da Atari - sonharem em aparecer no mercado. "Tennis for Two" não passava de um enorme computador analógico ligado a um osciloscópio, que simulava uma partida de tênis (ou ping pong). Ele nunca teve distribuição comercial e ficou em demonstração no Laboratório Nacional de Brookhaven, Nova York, atraindo a atenção de milhares de jogadores, no dia 18 de outubro de 1958. Cada jogador segurava uma caixa, o controle, que tinha um dial (botão giratório) e um botão de pressionar. Com o dial era possível regular os ângulos de rebatida da bola, que ocorria quando o outro botão era pressionado;[9]
- Spacewar!: Em 1961, no Massachusetts Institute of Technology (MIT), os pesquisadores criaram o jogo Spacewar!, cujo tema era uma guerra espacial, estando o jogador no controle de uma das naves que enfrentava naves inimigas. Esse jogo foi programado em Assembly (nome da linguagem de programação de baixo nível) e executado em um computador DEC-PDP 1. A física, emulada por intermédio de complicados algoritmos, era o ponto forte de sua jogabilidade simples e divertida escrito pelos estudantes Martin Graetz, Steve Russell, e Wayne Wiitanen's em um computador DEC PDP-1 em 1961.[10]

Todos estes possuíam "telas" diferentes. O NIMROD utilizava-se de um painel de luzes para o jogo Nim, OXO tinha uma tela própria, Tennis for Two usava um osciloscópio e SpaceWar! usava o display de vetores do PDP-1.
Em 1971, a empresa Computer Space, criada por Nolan Bushnell e Ted Dabney, inicia a venda do primeiro arcade do mundo, baseado no jogo SpaceWar! de 1962.

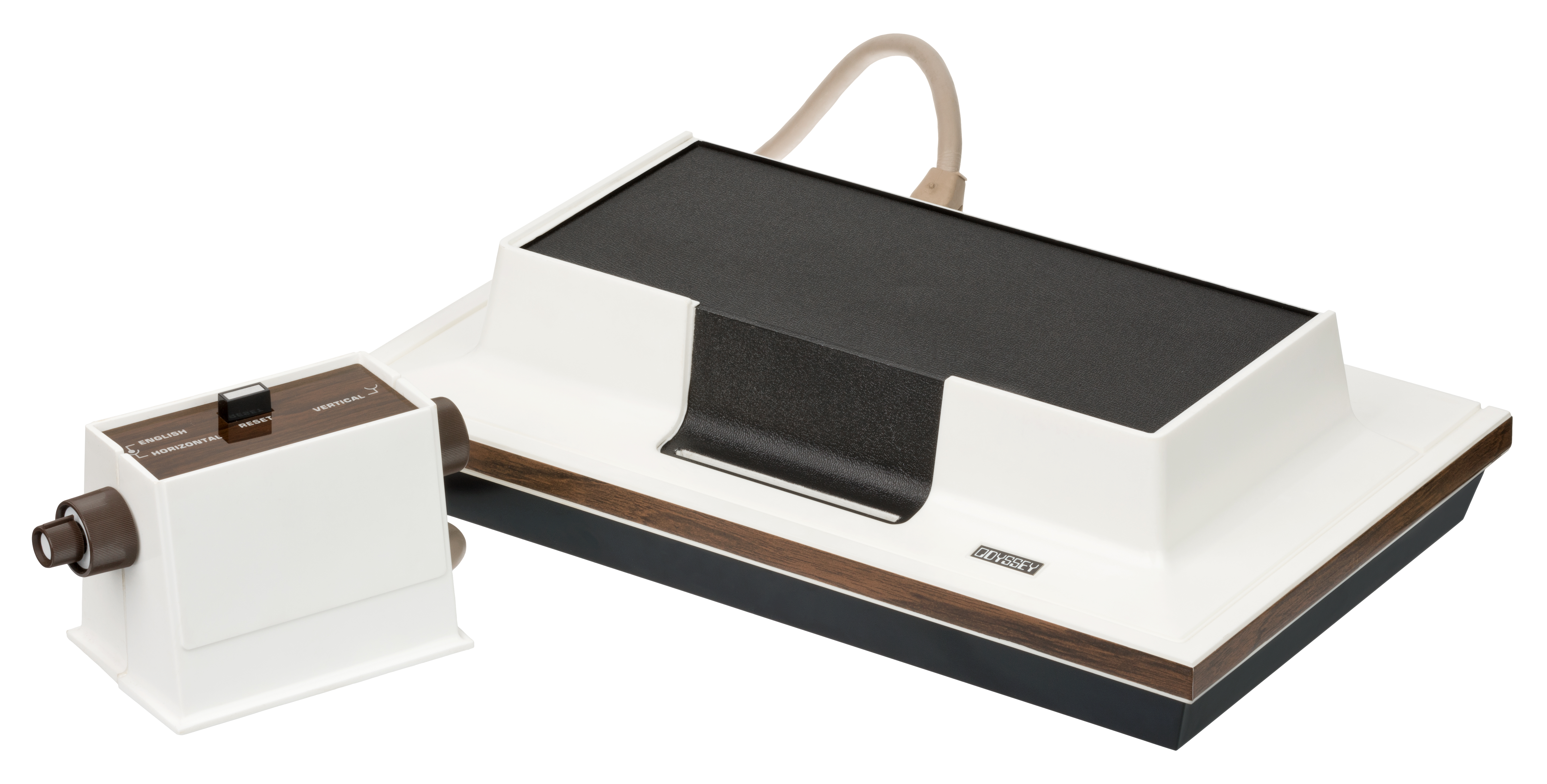
O Magnavox Odyssey de 1972, o primeiro console doméstico.

Em 1972, é lançado o primeiro console doméstico da história: Odyssey da empresa Magnavox. Neste mesmo ano, Nolan Bushnell, agora trabalhando na Atari, lança o primeiro grande sucesso comercial de um videojogo, o jogo arcade Pong. Este sucesso abriu caminho para inúmeras outras empresas, dando início assim à lucrativa indústria dos jogos eletrônicos.
A grande quantidade de clones do jogo Pong levou a indústria à primeira grande quebra em 1977, sendo superado principalmente pelo jogo Space Invaders, dando início à era dourada dos jogos arcade, inspirando a implantação de máquinas em lugares de conveniência como restaurantes, centros comerciais, etc. Também nessa época começaram a surgir as primeiras revistas especializadas em jogos, o jogo também foi lançado para o console Atari 2600 quadruplicando as vendas do console.
Em 1979, a Milton Bladley Company lança o Microvision, o primeiro console portátil a utilizar cartuchos trocáveis, em 1980 a Nintendo lança a o primeiro dispositivo da sua linha de portáteis Game & Watch que foi produzida até 1991.

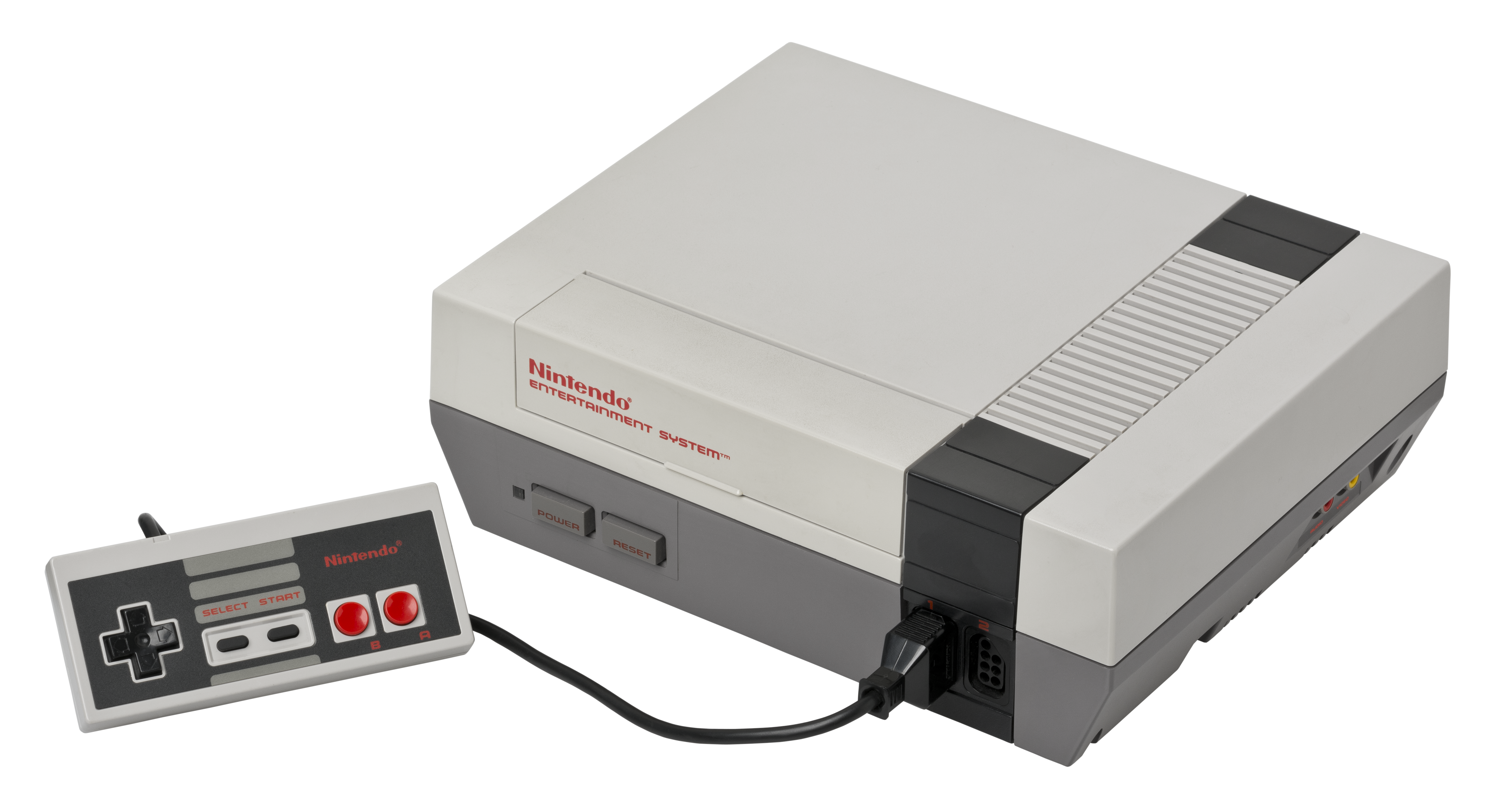
O Nintendo Entertainment System, lançado em 1983.

Em 1983, houve uma grande quebra da indústria dos jogos eletrônicos onde houve uma queda de faturamento de 3,2 bilhões de dólares estadunidenses para 100 milhões em 1985. Ainda no mesmo ano, a Nintendo lança o seu console no Japão, o Famicom, que chega aos Estados Unidos em 1985 com o nome de Nintendo Entertainment System, o console é considerado um marco do renascimento dos jogos eletrônicos. Ainda no mesmo ano a Sega lança o Mark III no Japão que chega aos Estados Unidos em 1986 com o nome de Master System.
Em 1988, a Sega lança o Mega Drive, seu primeiro console 16 bits, seu principal competidos seria o Super Nintendo Entertainment System, lançado em 1990.
Em 1989, após o sucesso do NES e aproveitando a fórmula do Game & Watch, a Nintendo lança o Game Boy, primeiro portátil a fazer grande sucesso na indústria, ainda no mesmo ano, a Atari lança seu competidor, o Lynx, o primeiro portátil com tela colorida, em 1990 a Sega lança o seu portátil, o Game Gear.
Em 1994, a Sega lança o seu console Sega Saturn, no mesmo ano, a Sony lança o seu primeiro console, o PlayStation, em 1996 a Nintendo lança o Nintendo 64.

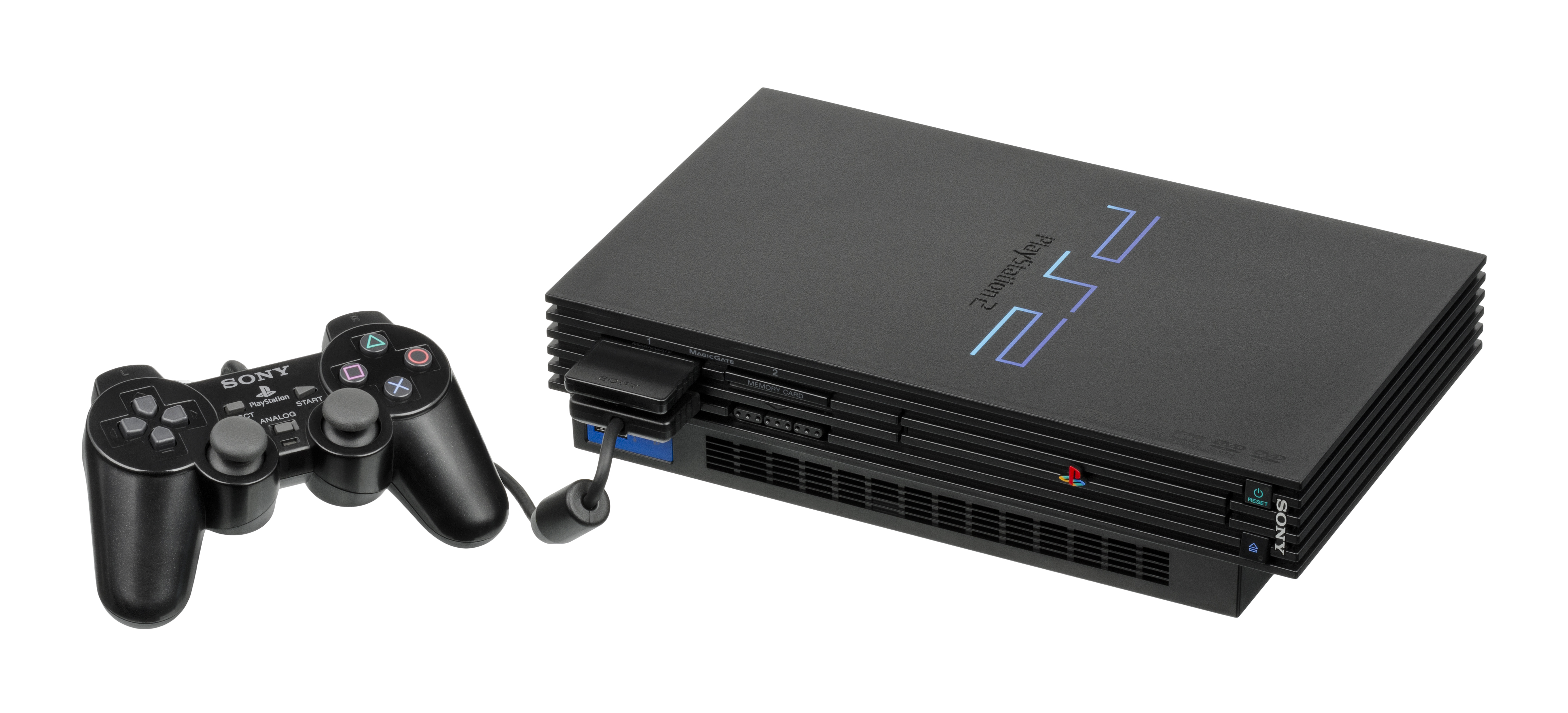
PlayStation 2, lançado em 2000, o console mais vendido da história.

Em 1998, a Sega lança o Dreamcast e a Nintendo lança o portátil Game Boy Color, em 1999 a Bandai lança seu portátil, o WonderSwan, em 2000 a Sony lança o PlayStation 2 que detém o título de console mais vendido da história, em 2001 a Nintendo lança o Gamecube, o portátil Game Boy Advance e a Microsoft lança o Xbox.

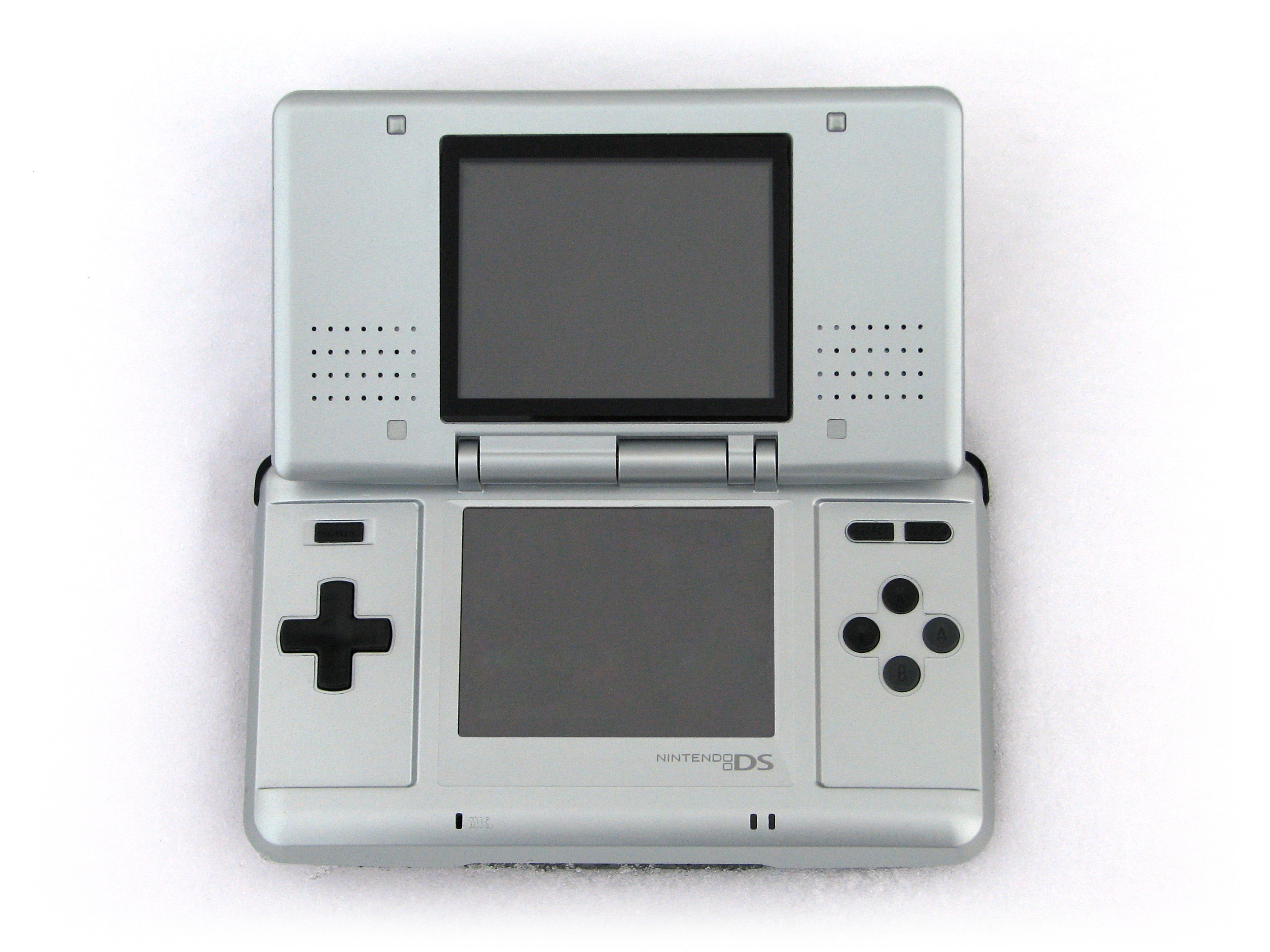
Nintendo DS, lançado em 2004, o console portátil mais vendido da história.

Em 2004, a Nintendo lança o Nintendo DS o portátil mais vendido da história, no mesmo ano, a Sony lança o seu competidor, o PlayStation Portable.
Em 2005, a Microsoft lança o Xbox 360, em 2006 a Sony lança o PlayStation 3 e a Nintendo lança o Wii.
Em 2011, a Nintendo lança o portátil Nintendo 3DS, no mesmo ano a Sony lança o portátil PlayStation Vita. Em 2012 a Nintendo lança o Wii U, em 2013 a Sony lança o PlayStation 4 e a Microsoft lança o Xbox One.
Em 2017, a Nintendo lança o console Nintendo Switch.
Em 2020 a Microsoft lança o Xbox Series X|S e a Sony lança o PlayStation 5.

## Visão geral

### Plataformas
O termo "Plataforma" refere-se à combinação específica eletrônica ou de hardware, que, em conjunto com o software, faz com que o videojogo funcione. Um outro termo muito usado é "sistema".

#### Computador (PC)
Em uso comum, jogo de computador ou jogo de PC refere-se a uma forma de mídia que envolve um jogador interagindo com um PC, que é conectado a um monitor de vídeo de baixa, média ou alta resolução. Computadores pessoais não são dispositivos dedicados a jogos, portanto o mesmo jogo pode ter um desempenho diferente dependendo da especificação do hardware. A plataforma tem a vantagem por causa da sua abertura cujos jogos podem ter maior flexibilidade, além da facilidade de modificação dos mesmos.

#### Console

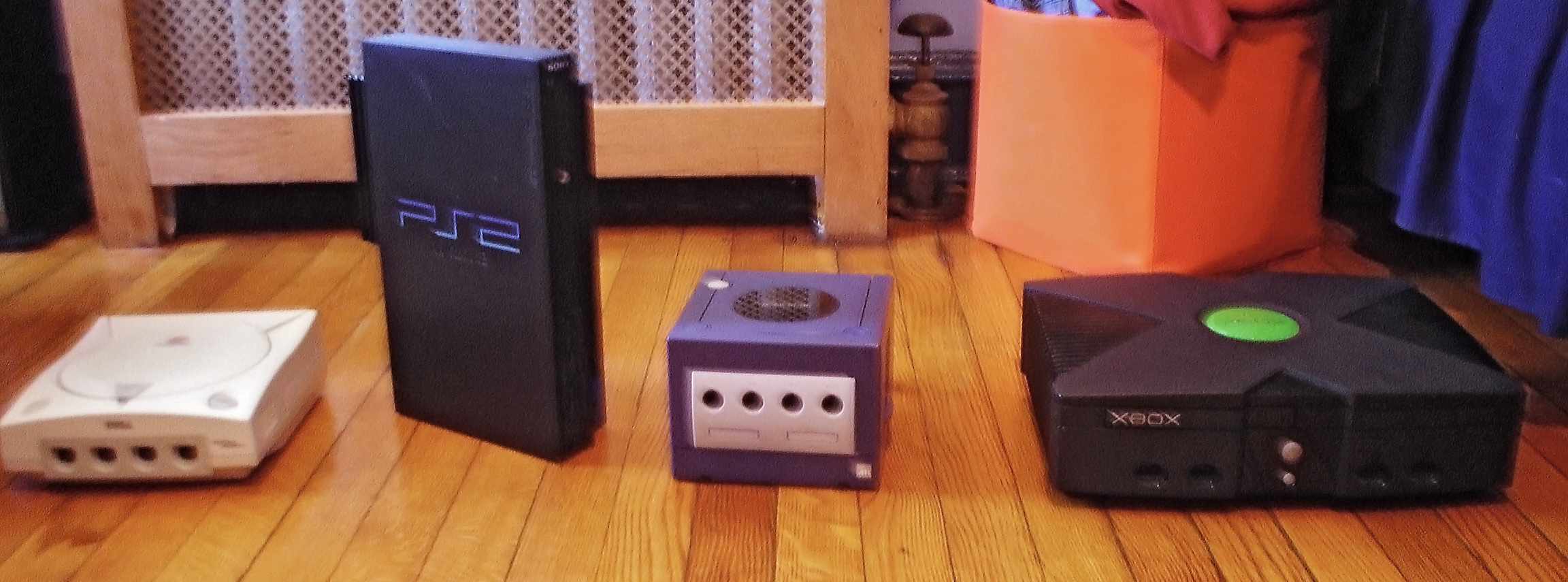
Diferentes plataformas de consoles (Dreamcast, PlayStation 2, GameCube e Xbox).

Um videojogo de console refere-se a um jogo que é jogado um dispositivo eletrônico especializado que pode ser conectado a uma televisão ou um monitor de vídeo composto. Por serem dispositivos dedicados, costumam apresentar hardware padronizado. São os próprios aparelhos de videojogos.

#### Console portátil (mobile)

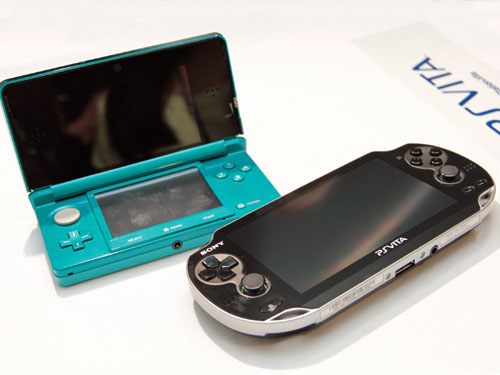
Diferentes consoles portáteis (Nintendo 3DS e PlayStation Vita).

Um console portátil é um dispositivo eletrônico portátil, "mais conhecido como dispositivos mobile" podendo ser segurado com as mãos do usuário, é um aparelho único que já vem com tela, alto-falantes, controle, bateria, podendo ser levados para qualquer lugar pelo jogador. Costumam ter hardware não tão poderoso quanto os consoles e os PCs.

#### Arcade
Um arcade refere-se geralmente a um jogo que é jogado em um dispositivo eletrônico especializado, que geralmente contém somente um jogo, encontra-se em uma cabine e é operado por fichas ou cartões. Porém, há jogos que podem ser encontrados e mais de uma plataforma. Também conhecidos como fliperamas, são máquinas de de jogos de uso público.

#### Celulares
Assim como os computadores, celulares não são dispositivos específicos para jogos, por serem portáteis, também caracterizam-se por ter hardware inferior a consoles e PCs, a distribuição de seus jogos é quase toda feita por meios digitais, os jogos para celular começaram utilizando as teclas físicas do aparelho, posteriormente passando a utilizar a tela de toque dos aparelhos como teclas virtuais.

#### Outras plataformas
Além disso, há plataformas que não são completamente eletrônicas como máquinas de arcade eletromecânicas. Também há dispositivos com telas que têm a capacidade de executar jogos, todavia não são máquinas de videojogo dedicadas como celulares, PDAs e as calculadoras gráficas.
Um jogo eletrônico, como a maioria das outras formas de mídia, podem ser categorizados em gêneros baseando-se em vários fatores como a jogabilidade, tipos de objetivos, estilo de arte, interatividade e entre outros. Como os gêneros são dependentes do conteúdo para ter uma definição, os gêneros tem mudado e evoluído conforme novos estilos de jogos eletrônicos foram desenvolvidos. O avanço da tecnologia e os valores de produção relacionados ao desenvolvimento de jogos eletrônicos tem gerado jogos mais realistas e complexos que por sua vez aumentaram as possibilidades dos gêneros, ampliaram os limites dos jogos, ou adicionaram novas possibilidades de jogabilidade (como os jogos desenvolvidos especialmente para dispositivos como o EyeToy da Sony). Alguns gêneros representam combinações de outros, como massively multiplayer online role-playing games, mais conhecidos como MMORPG. Também é comum ver gêneros mais amplos serem usados por vários outros gêneros, como jogos de ação, música/ritmo, ou horror.

### Gêneros
Os jogos eletrônicos podem ser classificados em gêneros e subgêneros de acordo com a jogabilidade, o objetivo. Com o tempo, os gêneros evoluíram e também acabaram gerando outros tipos, alguns também acabam incorporando vários gêneros em um, alguns dispositivos especiais como o Kinect acabam criando estilos únicos.
Dentre os principais gêneros, destacam-se os de ação, aventura, estratégia, RPG, tabuleiro eletrônico, jogos on-line, casuais, simuladores, corrida, esportes, cartas colecionáveis, romances visuais, musicais, quebra-cabeças, entre outros.

## Emulação
Os emuladores são softwares (programas de computador) que simulam o comportamento de uma plataforma diferente da original que se execute seus jogos, existem emuladores em computadores pessoais, smartphones e em outros consoles. Os emuladores surgiram no início da década de 1990. Costumam ser usados para jogar jogos antigos, fazer ROM hacking, traduzir jogos, e adicionar novos recursos como melhorias nos gráficos, aumento ou diminuição de velocidade, adicionar suporte a multijogador online, entre outras.
Em alguns países, a emulação sem a autorização da distribuidora é considerada ilegal, contudo, devido à grande demanda e como uma forma de diminuir os efeitos da pirataria de jogos eletrônicos, muitas fabricantes de consoles já estão colocando emuladores oficiais em suas plataformas, um exemplo disso, é a retrocompatibilidade do Xbox One por exemplo, onde você consegue por meio dela, jogar jogos da geração passada de consoles.

## Efeitos em comportamento
Alguns efeitos de jogadores mostram um aumento da coordenação olho-mãos e coordenação motora visual como resistência à distração, aumento da sensibilidade à informação na visão periférica e aumento da habilidade de descrever objetos mostrados recentemente. Essas habilidades podem ser mais aprimoradas em jogos de ação que envolvem desafios que mudam o foco para diferentes locais, mas não em jogos com concentração em um único objeto.
Comparados a jogos de tabuleiro, os jogos eletrônicos requerem a aprendizagem de sistemas mais complexos com muitas variáveis, isso requer alta habilidade analítica, flexibilidade e adaptabilidade. O processo de aprendizagem de caminhos, objetivos e controles de um determinado jogo demanda o uso de diferentes áreas da função cognitiva. Muitos jogos requerem uma grande dose de paciência e foco do jogador e, contrariando a percepção de gratificação instantânea, os jogos eletrônicos na verdade retardam a percepção de gratificação quando comparados com televisão, filmes e até mesmo alguns livros.
Os princípios de aprendizagem encontrado nos jogos eletrônicos podem aplicados na educação, como os jogos demandam muita concentração, os jogadores não percebem que estão aprendendo, de fato, os jogos podem contribuir para o "aprender fazendo".
Os jogos eletrônicos também podem aumentar a habilidade motriz fina, assim como a habilidade de resolução de problemas. Um estudo de 2008 com 33 cirurgiões laparoscopistas mostrou que os que jogavam jogos eletrônicos faziam procedimentos 27% mais rápidos e com 37% menos erros. Um segundo estudo com 303 cirurgiões laparoscopistas mostrou que, em procedimentos que requeriam habilidades espaciais e destreza com as mãos, os que jogavam eram mais rápidos na primeira tentativa e nas outras 10 subsequentes.
De acordo com um estudo de 2020, jogadores experientes melhoraram o desenvolvimento cognitivo, como maior sensibilidade aos contrastes, melhor coordenação olho-a-mão e memória superior. Eles têm um processamento de informações mais rápido, alocam mais poder cognitivo a estímulos visuais individuais e alocam recursos cognitivos limitados entre estímulos sucessivos de maneira mais eficaz ao longo do tempo.

### Vício
O vício em jogos é um tipo de vício comportamental em que a pessoa deixa de fazer suas atividades diárias para ficar jogando, o que compromete atividades básicas do cotidiano, como higiene pessoal, alimentação, trabalho e/ou estudos, vida social, etc. Além disso, a pessoa chega ao ponto em que continua ou aumenta a frequência do jogar apesar da ocorrência de consequências negativas. Esse descontrole do ato de jogar deve ser recorrente por mais de 1 ano. 
Em janeiro de 2018, foi anunciado que o transtorno de vício em jogos seria incorporado como doença pelo 11° Catálogo Internacional de Doenças (CID- 11).
Apesar de ser um tipo de vício que já é tratado por instituições médicas no Brasil e no mundo, com esta resolução será possível estudar melhor o problema entendendo epidemiologia, resposta aos tratamentos, entre outros.

## Conferências

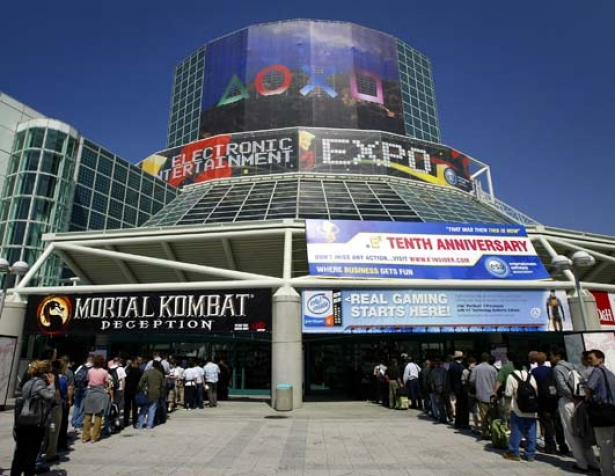
A Electronic Entertainment Expo, também conhecida como E3.

Conferências de jogos são importantes eventos da indústria. A Electronic Entertainment Expo, também conhecida como E3. Ela é realizada anualmente na cidade de Los Angeles (Estados Unidos), no mês de junho e é um evento destinado especificamente à indústria. A gamescom realizada anualmente em Colônia (Alemanha), no mês de agosto, é a que atrai mais público no mundo, com mais de 300 mil visitantes, ao contrário da E3, ela é aberta ao público. A Tokyo Game Show em Tóquio (Japão) vem logo em seguida, é realizada em setembro e atrai 250 mil pessoas e também é aberta ao público.
Outras importantes feiras são a Paris Games Week, na França, entre outubro e novembro, a EB Games Expo em outubro na Austrália, a China Joy em Xangai, na China, em julho e a Game Developers Conference, realizada em algumas cidades do mundo pelo ano.
No Brasil, a conferência mais importante é a Brasil Game Show, realizada no mês de outubro em São Paulo.